# 与太郎
与太郎（よたろう）は落語に登場する架空の人物。「熊さん八っつぁん」などと並ぶ、代表的な落語の登場人物である。

## 人物像

### 性格
性格は呑気で楽天的だが、ぼんやり者で、何をやっても失敗ばかりする。そういった性格から、与太郎の登場する噺は滑稽物が多く、与太郎噺と分類される場合もある。さらに寄席の楽屋の符丁として「間抜け者」「使えない、気のきかない者」の代名詞となっていて「こんど入った前座は、ありゃ与太郎だ」というように使う。

### 職業
定職を持たずにぶらついていることが多いが、職を持っている場合は大工であることが多い。「大工調べ」では、棟梁の信頼が厚い職人として登場する。

### 家族・親族
「孝行糖」では親孝行ということになっている。「牛ほめ」などに父親が登場する。母親が直接登場することは少ないが、2人で暮らしていることが窺え、間接的に存在が明らかにされる噺は父親より多い。「ろくろ首」では兄がいることになっている。また、「錦の袈裟」では妻がいて、尻に敷かれている。伯父はきまってしっかり者で、彼から意見されたり就職の世話をされたりするが失敗するパターンが多い。

### 東西
もっぱら江戸落語にて登場する。東西の落語について論じられる際、しばしば上方落語の「喜六と清八」の喜六が与太郎との関連として挙げられるが、両者には類似する点もあるが、相違する点もある。

## 主な登場作品
- 『石返し』[3]：たちの悪い御家人たちに売っていた蕎麦を残らずただ食いされてしまう内容。
- 『牛ほめ』[1]：新築の叔父の家を訪問し、父親に教えられた通りに世辞を並べて感心されるが、最後に牛を見せられ失敗する。
- 『唖の釣り』[1]：知り合いの男が殺生禁断の寛永寺の池で釣りをしている事を知って付いて行く。
- 『かぼちゃ屋』[1]：叔父が与太郎にカボチャの行商をさせようとするが、全て仕入れ値で売ってしまったため、何の儲けにもならなかった。
- 『孝行糖』[1]：親孝行ということで奉行所から貰った褒美を元手に飴の行商を始めるが、水戸藩邸の前で門番との遣り取りが掛け合いになってしまい、殴られる。
- 『大工調べ』[1]：腕っ節の良い大工として登場し、滞納した店賃の形として没収された道具箱を取り返すべく、大工の棟梁の助言で、あこぎな家主を相手に訴訟を起こす。
- 『つづら泥』[4]：与太郎が泥棒を試みる数少ない噺。
- 『芋俵』：やはり与太郎が泥棒に参加する数少ない噺。
- 『道具屋』[1]：叔父が与太郎に古道具の露天商をさせようとするが、客と頓珍漢な会話をするだけで全く商売にならない。代表的な与太郎噺の1つ。
- 『錦の袈裟』[1]：長屋の男たちが吉原遊廓に錦のふんどしを締めて繰り出そうという計画を立てる。高価な錦など買えない与太郎は、妻の知恵で、知人の坊さんから借りた錦の袈裟をふんどしの代わりにする。
- 『厄払い』[5]：叔父が与太郎に厄払いをさせようとするが、商売敵の邪魔をした末、面倒臭くなって逃げてしまう。
- 『ろくろ首』[1]：夜中になると首が伸びる「ろくろ首」のお嬢さんの下に与太郎が婿入りする。
- 『酢豆腐』[1]：遊び仲間が通人ぶった若旦那をおだてて、与太郎が腐らせてしまった豆腐を食べさせる。
- 『佃祭』[1]：完全な形で演じる場合は不可欠の登場人物となる。佃島の祭りの帰りに渡し船が転覆して死んだ（と思われた）近所の旦那の家に、長屋の代表の一人として弔問に訪れる（ほかの住人たちに連れて行かれる）が、悔みと嫌みの区別が付いていなかったり、最初の一言が「この度はどうもありがとう御座います」だったりで、厳粛な雰囲気を壊すが、その悔やみが他の連中のような形式的なものではない、真心からのものだったので、かえって褒められる。
- 『長屋の花見』[3]：長屋の住人の一人として登場。店賃が何だか知らない（当人曰く「そんなもの、まだ貰っていない」）。当然払ってもいない。
- 『寄合酒』[4]：酒の肴を持って来なければいけないと言われ、味噌を持って来る。どこから持って来たと訊くと「原っぱから」と答えるので、「糞」と勘違いしていると思われたが、きちんとした味噌だった。実は原っぱに置いてあった三河屋の荷物から掻っ払って来てしまっていた。

## 影響

### 落語以外への登場
- 講談『水戸黄門漫遊記　東海道の巻』に登場する。沼津の宿で、郡奉行・大野弥太夫が与太郎に地蔵の格好をさせ、「触れると人肌のように暖かい、ありがたい人肌地蔵さま」として善男善女から金をだまし取っていたのを、水戸黄門が現れて懲らしめる、というのがあらすじ。

### 与太郎をモチーフとしたキャラクター
- 山本周五郎『長屋天一坊』：天一坊事件に触発されて家系マニアと化した家主を静めるため、長屋の住人が「ごやくいん（ご落胤）」に仕立てて連れてきた若者。言動のほか、一人称が「あたい」であることなど、与太郎の影響が強く見られる。

- ジョージ秋山『花のよたろう』
- 山根赤鬼『よたろうくん』

- 田中信二『翼の折れた愛と青春』：与太郎をモチーフにしたPC「ヨータ・ロゥ」が登場する。プレイヤーは小太刀右京。

- 雲田はるこ『昭和元禄落語心中』：主人公となる落語家志望の元チンピラの「天真爛漫だがちょっと間抜けな性格」を言い表すネーミングとして師匠が「与太郎」という高座名を与える。